# Maxime de Saragosse
Maxime de Saragosse (en latin : Maximus Caesaraugustensis) est un évêque catholique de l'Espagne wisigothique de la fin du VIe siècle et du début du VIIe siècle.
De 592 à 619, il est l'évêque de la cité de Caesaraugusta.
Durant son épiscopat a lieu le deuxième concile local de Saragosse (592), contre l'arianisme, répandu chez les Goths malgré la conversion du roi Récarède qui a fait du christianisme nicéen trinitaire la seule religion officielle de son royaume.
Maxime de Saragosse assiste également aux conciles de Barcelone et d'Egara.
Selon Isidore de Séville (De viris illustribus, § 46), il était l'auteur d'une œuvre littéraire importante, à la fois en prose et en vers, dont une brève histoire (« historiola ») de l'Espagne sous la domination des Wisigoths. Il n'en reste à peu près rien. À la fin du XVIe siècle, le faussaire Jerónimo Román de la Higuera, exploitant la notice d'Isidore, a fabriqué une prétendue chronique de Maxime de Saragosse, dont il a fait une continuation de celle de « Flavius Lucius Dexter », tout autant inventée par lui. Ces falsifications ont été éditées à plusieurs reprises, avant que leur vrai caractère soit dénoncé par le texte Censura de historias fabulosas, écrit par Nicolás Antonio au XVIIe siècle, mais publié seulement en 1742.